# Vučilčevo
 Vučilčevo  falu Horvátországban Zágráb megyében. Közigazgatásilag  Dubravicához tartozik.

## Fekvése
Zágrábtól 24 km-re északnyugatra, községközpontjától 1 km-re nyugatra, a Szutla völgyében, a szlovén határ mellett fekszik.

## Története
A falunak 1857-ben 100, 1910-ben 204 lakosa volt. Trianon előtt Zágráb vármegye Zágrábi járásához tartozott. 2011-ben 157 lakosa volt.

## Lakosság
| Lakosság változása | Lakosság változása | Lakosság változása | Lakosság változása | Lakosság változása | Lakosság változása | Lakosság változása | Lakosság változása | Lakosság változása | Lakosság változása | Lakosság változása | Lakosság változása | Lakosság változása | Lakosság változása | Lakosság változása | Lakosság változása |
| ------------------ | ------------------ | ------------------ | ------------------ | ------------------ | ------------------ | ------------------ | ------------------ | ------------------ | ------------------ | ------------------ | ------------------ | ------------------ | ------------------ | ------------------ | ------------------ |
| 1857               | 1869               | 1880               | 1890               | 1900               | 1910               | 1921               | 1931               | 1948               | 1953               | 1961               | 1971               | 1981               | 1991               | 2001               | 2011               |
| 100                | 132                | 125                | 147                | 166                | 204                | 196                | 198                | 170                | 162                | 169                | 163                | 160                | 159                | 151                | 157                |

## Külső hivatkozások
Dubravica község hivatalos oldala